# أكاديمية نيويورك للأفلام
أكاديمية نيويورك للأفلام – مدرسة السينما والتمثيل هي مدرسة أفلام ومدرسة تمثيل ربحية تقع في مدينة نيويورك، لوس أنجلوس وميامي. تأسست أكاديمية نيويورك للسينما في عام 1992 من قبل المنتج السينمائي والتلفزيوني والمسرحي السابق جيري شيرلوك. كانت الأكاديمية موجودة بالأصل في مركز تريبيكا السينمائي ولكن في عام 1994، انتقلت الأكاديمية إلى مبنى تاماني هول السابق في ميدان الإتحاد. وبعد 23 عاماً انتقلت الأكاديمية من مبنى تاماني هول إلى باتيري بارك في أكتوبر 2015.
أعتباراً من عام 2012، تضم المدرسة أكثر من 400 موظف وأكثر من 5000 طالب سنوياً (كثير منهم من خارج الولايات المتحدة). تقدم الأكاديمية شهادات الماجستير والبكالوريوس والدكتوراة، بالإضافة إلى البرامج التحفظية لمدة عام أو عامين وورش العمل وبرامج الشباب والمخيمات الصيفية.

## الأكاديمية

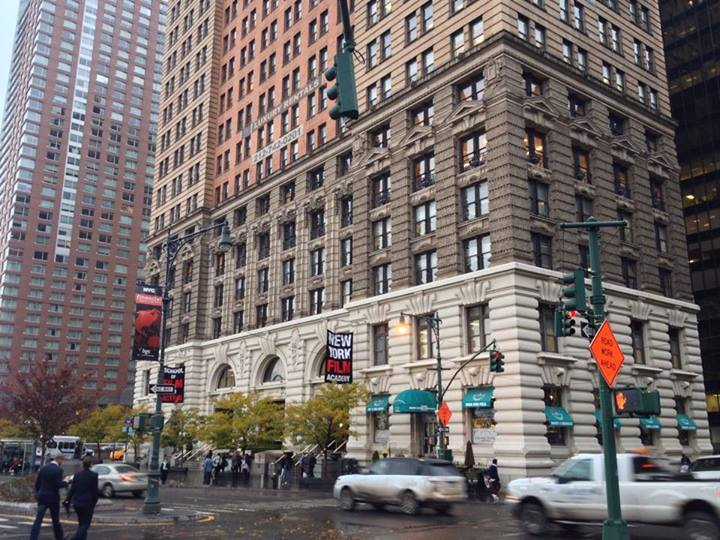
فرع أكاديمية نيويورك للأفلام الواقع في مبنى وايت هول في وسط مانهاتن بالقرب من باتيري بارك

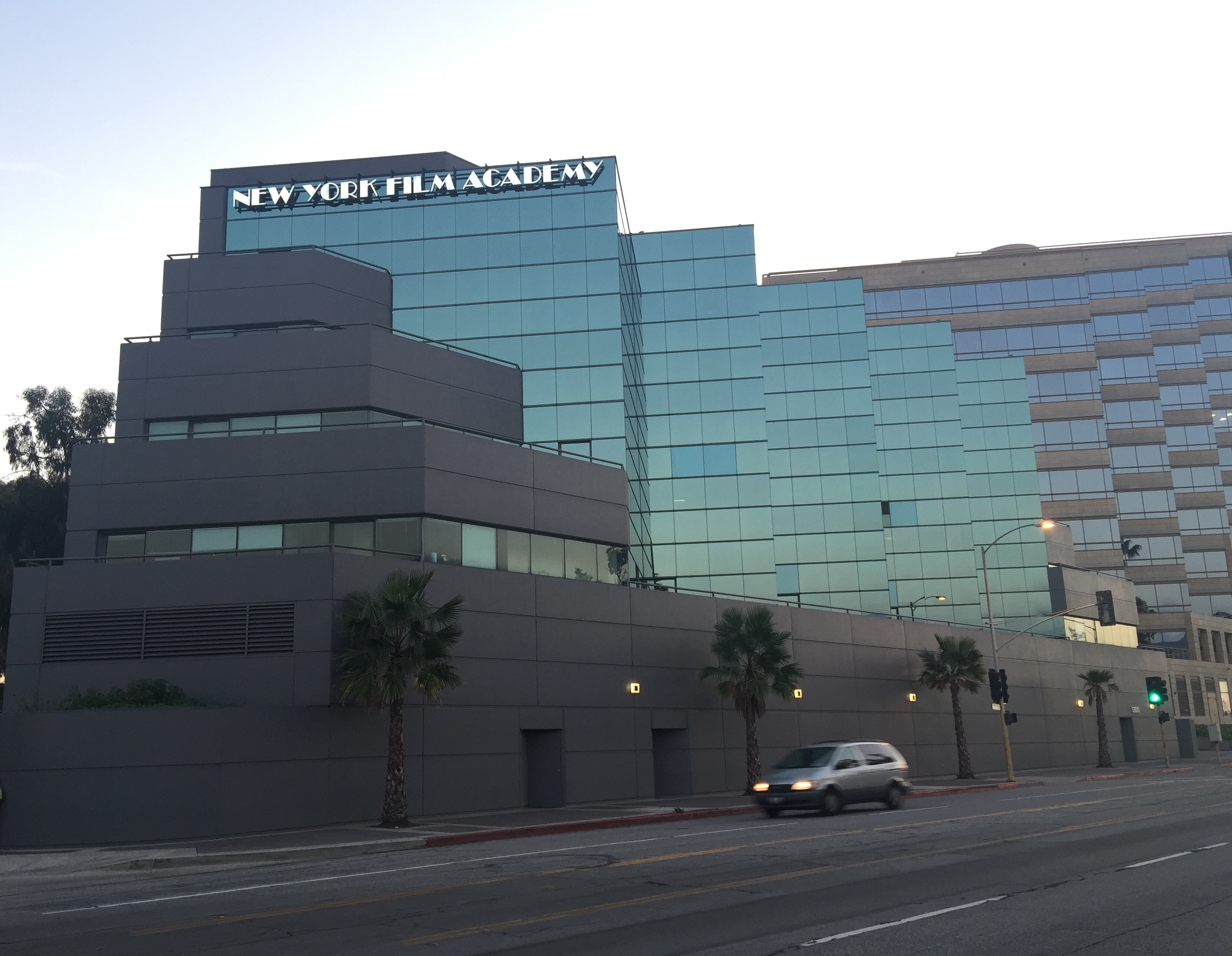
أكاديمية نيويورك للأفلام: كلية الفنون البصرية والأداء تقع في بربانك بجوار وارنر برذرز

تشمل أكادمية نيويورك برامج لصناعة الأفلام وإنتاجها وكتابة السيناريو والسينما والتحرير الرقمي والأفلام الوثائقية والتمثيل السينمائي والرسوم المتحركة الثلاثية الأبعاد والمؤثرات البصرية والتصوير الفوتوغرافي وتصميم الألعاب والمسرح الموسيقي وتصميم الرسومات والواقع الافتراضي بالإضافة إلى اللغة الإنجليزية كلغة ثانية لبرنامج اللغة الذي يهدف إلى الجمع بين تعلم اللغة التقليدية والأنشطة المرتبطة بالفنون. في عام 2007، عقدت اكاديمية نيويروك للأفلام شراكة مع إن بي سي نيوز لبدء برنامج في الصحافة الإذاعية ولكن في عام 2010 انتهى العقد المبرم بينهما، لكن برامج الصحافة الإذاعية في أكاديمية نيويورك واصل تقديمه مع العديد من أعضاء هيئة التدريس الأصليين. تعقد أكادمية نيويورك برامج وورش العمل ودورات قصيرة حول العالم. يتم تقديم ورش العمل الصيفية في جامعة هارفارد. توجد المواقع الدولية للأكاديمية في كل من أستراليا وفلورنسا وباريس وأمستردام ومومباي وبكين وشانغهاي. يتم تقديم مواقع دولية أخرى في أوقات مختلفة من السنة.

### الأعتماد
- أكاديمية نيويورك للأفلام معتمدة من قبل الرابطة الوطنية لمدارس الفنون والتصميم.
- أكاديمة نيويورك للأفلام معتمدة من قبل الكلية العليا لجامعة الرابطة الغربية للمدارس والكليات.[12]

## من خريجي الأكاديمية
(تشمل هذه القائمة الخريجين المشاهير من مدرسة الأفلام ومدرسة التمثيل)
- ناجا شايتانايا، ممثل ومنتج
- ساشا كوهن، ممثلة ومتزلجة
- لانا كوندور، ممثلة[14]
- بول دانو، ممثل
- عمران خان، ممثل
- جوشوا ليونارد، ممثل
- كاميلا لودينجتون، ممثلة
- روب مارغولايس، كاتب ومخرج
- الآنا ماسترسون، ممثلة
- تريفور ماثيوز، ممثل ومنتج
- شاكيل أونيل، لاعب كرة سلة وممثل
- كورد اوفرستريت، ممثل
- إيسا راي، صانعة افلام
- محمد دياب، مخرج وكاتب سيناريو
- نايا ريفيرا، ممثلة
- شون روبنسون، مخرج أفلام ومحرر[15]
- جيسيكا روز، ممثلة
- آتيا شيتي، ممثلة
- جولي تان، ممثلة
- أنالي تيبتون، ممثلة وعارضة أزياء
- إيمون ووكر، ممثل
- دامون واينز، ممثل كوميدي
- آسر ويست، ممثل (لم يكمل دراسته)[16]

## روابط خارحية
- الموقع الرسمي